# Wolf Ackx
Wolf Ackx (5 mei 2002) is een Belgisch voetballer die onder contract ligt bij Cercle Brugge.

## Carrière
Ackx maakte zijn officiële debuut in het eerste elftal in de bekerwedstrijd tegen KVK Tienen. Hij viel in de 77e minuut in voor Dimitar Velkovski.

## Clubstatistieken
| Seizoen         | Club            | Land            | Competitie         | Competitie | Competitie | Beker | Beker | Supercup | Supercup | Europees | Europees | Totaal | Totaal |
| Seizoen         | Club            | Land            | Competitie         | Wed.       | Dlp.       | Wed.  | Dlp.  | Wed.     | Dlp.     | Wed.     | Dlp.     | Wed.   | Dlp.   |
| --------------- | --------------- | --------------- | ------------------ | ---------- | ---------- | ----- | ----- | -------- | -------- | -------- | -------- | ------ | ------ |
| 2021/22         | Cercle Brugge   | Vlag van België | Jupiler Pro League | 0          | 0          | 2     | 0     | —        | —        | —        | —        | 2      | 0      |
| 2021/22         | → Knokke FC     | Vlag van België | Eerste nationale   | 16         | 3          | 0     | 0     | —        | —        | —        | —        | 16     | 3      |
| 2022/23         | Jong Cercle     | Vlag van België | Tweede afdeling    | 3          | 0          | —     | —     | —        | —        | —        | —        | 3      | 0      |
| Carrière totaal | Carrière totaal | Carrière totaal | Carrière totaal    | 19         | 3          | 2     | 0     | 0        | 0        | 0        | 0        | 21     | 3      |

Bijgewerkt op 2 oktober 2022.